# Torneo di Tolone 2013
Il Torneo di Tolone del 2013 è la 41ª edizione di questo torneo calcistico, ed è stato disputato dal 28 maggio all'8º giugno 2013.

## Nazionali partecipanti
- Francia (paese ospitante)
- Belgio
- Brasile
- Colombia
- RD del Congo
- Messico
- Nigeria
- Portogallo
- Corea del Sud
- Stati Uniti

## Stadi
| Avignone                                                                          | Avignone            | Avignone            | Besançon               | Besançon               | Besançon               | Hyères          | Hyères          | Hyères          |
| --------------------------------------------------------------------------------- | ------------------- | ------------------- | ---------------------- | ---------------------- | ---------------------- | --------------- | --------------- | --------------- |
| Parc des Sports                                                                   | Parc des Sports     | Parc des Sports     | Stade Léo Lagrange     | Stade Léo Lagrange     | Stade Léo Lagrange     | Stade Perruc    | Stade Perruc    | Stade Perruc    |
| Capienza: 17.518                                                                  | Capienza: 17.518    | Capienza: 17.518    | Capienza: 10.500       | Capienza: 10.500       | Capienza: 10.500       | Capienza: 1.410 | Capienza: 1.410 | Capienza: 1.410 |
|                                                                                   |                     |                     |                        |                        |                        |                 |                 |                 |
| Avignone Besançon Hyères Nizza Nîmes Saint-RaphaëlTorneo di Tolone 2013 (Francia) |                     |                     |                        |                        |                        |                 |                 |                 |
| Nîmes                                                                             | Nîmes               | Nîmes               | Nizza                  | Nizza                  | Nizza                  | Saint-Raphaël   | Saint-Raphaël   | Saint-Raphaël   |
| Stade des Costières                                                               | Stade des Costières | Stade des Costières | Stade Municipal du Ray | Stade Municipal du Ray | Stade Municipal du Ray | Stade Louis Hon | Stade Louis Hon | Stade Louis Hon |
| Capienza: 18.842                                                                  | Capienza: 18.842    | Capienza: 18.842    | Capienza: 18.696       | Capienza: 18.696       | Capienza: 18.696       | Capienza: 3.000 | Capienza: 3.000 | Capienza: 3.000 |
|                                                                                   |                     |                     |                        |                        |                        |                 |                 |                 |

## Fase a gironi

### Gruppo A
| Squadra       | G | V | N | P | GF | GS | DR | Pt. |
| ------------- | - | - | - | - | -- | -- | -- | --- |
| Colombia      | 4 | 4 | 0 | 0 | 7  | 2  | 1  | 12  |
| Francia       | 4 | 2 | 1 | 1 | 6  | 4  | 3  | 7   |
| Corea del Sud | 4 | 2 | 1 | 1 | 3  | 2  | 0  | 7   |
| Stati Uniti   | 4 | 1 | 0 | 3 | 3  | 7  | 2  | 3   |
| RD del Congo  | 4 | 0 | 0 | 4 | 1  | 4  | 0  | 0   |

| Arbitro: | Murad Alza Wahreh |

|           |           |  |
| Borja 63’ | Marcatori |  |

| Arbitro: | Artur Soares Dias |

|                                                |           |          |
| Coeff 39’ Imbula 40’ Bahoken 77’ Ghezzal 80+3’ | Marcatori | 72’ Joya |

| Arbitro: | Jérôme Efong Nzolo |

|                         |           |           |
| Vergara 44’ Aguilar 49’ | Marcatori | 7’ García |

| Arbitro: | Miguel Flores Rodriguez |

|  |           |            |
|  | Marcatori | 6’ Jeannot |

| Arbitro: | Artur Soares Dias |

|  |           |            |
|  | Marcatori | 75’ Cuevas |

| Nizza 1º giugno 2013, ore 17:30 CEST | Francia            | 0 – 0 referto | Corea del Sud | Stade Municipal du Ray\| Arbitro: \| Jérôme Efong Nzolo \| |
| Arbitro:                             | Jérôme Efong Nzolo |               |               |                                                            |

| Arbitro: | Miguel Flores Rodriguez |

|             |           |                                    |
| Manzala 39’ | Marcatori | 34’ Jo Suk-Jae 80+1’ Kang Yoon-Goo |

| Arbitro: | Murad Alza Wahreh |

|          |           |                                          |
| Ntep 36’ | Marcatori | 52’ Vergara 56’ Palomeque 80+2’ Rentería |

| Arbitro: | Jérôme Efong Nzolo |

|                  |           |  |
| Han Sung-Gyu 62’ | Marcatori |  |

| Arbitro: | Miguel Flores Rodriguez |

|                  |           |  |
| Borja 33’ (rig.) | Marcatori |  |

### Gruppo B
| Squadra    | G | V | N | P | GF | GS | DR | Pt. |
| ---------- | - | - | - | - | -- | -- | -- | --- |
| Brasile    | 4 | 3 | 1 | 0 | 6  | 2  | 0  | 10  |
| Portogallo | 4 | 2 | 1 | 1 | 7  | 6  | +1 | 7   |
| Messico    | 4 | 1 | 2 | 1 | 6  | 5  | 3  | 5   |
| Nigeria    | 4 | 0 | 2 | 2 | 3  | 6  | 0  | 2   |
| Belgio     | 4 | 0 | 2 | 2 | 3  | 6  | 0  | 2   |

| Arbitro: | Sánchez González |

|                        |           |  |
| Morales 27’ Abella 73’ | Marcatori |  |

| Arbitro: | Kevin Terry |

|              |           |                                     |
| Vetokele 13’ | Marcatori | 45’ Yuri Mamute 53’ Vinícius Araújo |

| Arbitro: | Sánchez González |

|  |           |                        |
|  | Marcatori | 40+1’ Tó Zé 62’ Esgaio |

| Arbitro: | Nikolay Yordanov |

|                     |           |  |
| Vinícius Araújo 36’ | Marcatori |  |

| Arbitro: | Sánchez González |

|                   |           |          |
| M'Poku 23’ (rig.) | Marcatori | 44’ Gero |

| Arbitro: | Nikolay Yordanov |

|                            |           |  |
| Yuri Mamute 10’ Danilo 11’ | Marcatori |  |

| Arbitro: | Nikolay Yordanov |

|                            |           |                               |
| Bueno 1’ Abella 50’, 80+1’ | Marcatori | 34’, 53’ Aladje 72’ Cavaleiro |

| Arbitro: | Kevin Terry |

|          |           |          |
| Erik 40’ | Marcatori | 53’ Gero |

| Arbitro: | Murad Alza Wahreh |

|           |           |                              |
| Ejike 79’ | Marcatori | 56’ (rig.) Alves 69’ Pereira |

| Arbitro: | Kevin Terry |

|               |           |              |
| Bakkali 80+3’ | Marcatori | 31’ Zamorano |

## Fase finale

### Finale per il 3º e 4º posto
| Arbitro: | Sánchez González |

|                          |           |            |
| Ntep 12’ (rig.) Vena 33’ | Marcatori | 41’ Aladje |

### Finale
| Arbitro: | Artur Soares Dias |

|  |           |                    |
|  | Marcatori | 3’ Vinícius Araújo |